# Eurytoma acaciacola
Eurytoma acaciacola är en stekelart som beskrevs av Karl-Johan Hedqvist 1967. Eurytoma acaciacola ingår i släktet Eurytoma och familjen kragglanssteklar.
Artens utbredningsområde är Tchad. Inga underarter finns listade i Catalogue of Life.